# Военный переворот в Верхней Вольте (1983)
Военный переворот в Верхней Вольте, также Августовская революция (фр. Révolution d'août) и Демократическая народная революция (фр. Révolution démocratique et populaire) — захват власти в стране, осуществлённый 4 августа 1983 года группой левоориентированных военных под командованием капитана Блеза Компаоре. Причиной переворота стал арест популярного в армии и народе премьер-министра страны Тома Санкара, осуществлённый президентом Жаном-Батистом Уэдраого под давлением Франции.
В результате переворота правительство Уэдраого было свергнуто и освобождённый из-под ареста Санкара возглавил Национальный совет революции — коллегиальный орган власти, начав серию широкомасштабных реформ, продолжавшихся до его свержения и убийства в 1987 году.

## История
25 ноября 1980 года в результате военного переворота к власти в Верхней Вольте пришёл полковник Сайе Зербо, отменивший действие Конституции страны и начавший масштабные политические репрессии. Это привело к радикализации оппозиции и её консолидации. 7 ноября 1982 года в результате очередного переворота, осуществлённого совместными усилиями правых и левых офицеров при поддержке профсоюзов, Зербо был свергнут и власть в стране перешла к полковнику Габриэлю Соме Йориану, который сформировал Совет народного спасения (фр. Conseil de Salut du Peuple) из 120 офицеров младшего и среднего звена. Спустя два дня Совет избрал Президентом республики майора Жана-Батиста Уэдраого, компромиссного кандидата между правыми и левыми крыльями офицерского состава Вооружённых сил. Сам Уэдраого попытался взять отвод в пользу куда более популярного (из-за своего аскетизма и харизматичности) капитана Тома Санкары, однако тот отказался от выдвижения и офицеры проголосовали за майора как за старшего по званию, хотя он, по своим словам, был против. Санкара же поддержал Уэдраого, с которым в то время был в дружеских отношениях, и надеялся, что он поддержит его проект реформ в духе антиимпериализма и африканского социализма.
21 ноября президент объявил, что Совет народного спасения передаст власть гражданскому правительству через 2 года. Через пять дней было сформировано военное правительство, в котором Уэдраого совместил посты президента, министра национальной обороны и министра по делам ветеранов, однако фактическая власть в стране по-прежнему оставалась за Советом. Правительство отменило введённые Зербо ограничения в отношении профсоюзов и СМИ. 10 января 1983 года президент Уэдраого с согласия Совета назначил Тома Санкара на вновь учреждённый пост премьер-министра Верхней Вольты.
Санкара энергично принялся за улучшение экономической обстановки в стране (Верхняя Вольта являлась одним из наиболее бедных государств Африки), что вызвало обеспокоенность иностранных инвесторов, в первую очередь французских, а также опасавшегося национализации малого бизнеса. Президент, успокаивая их, заявил на заседании Национального совета работодателей: «Частная инициатива будет сохранена... вы являетесь основным двигателем экономической активности страны». Однако ещё большее опасение предпринимателей вызвало посещение премьером с визитом Ливии, лидер которой Муаммар Каддафи проявлял особенный интерес к делам Западной Африки, пытаясь нарастить ливийское влияние в этой богатой ресурсами территории. 26 марта Уэдраого и Санкара провели длительные переговоры, на которых не смогли добиться консенсуса по вопросу реформ — если президент опасался потерять поддержку племенных вождей и Франции, и отказывался от необходимости кардинального переустройства общества, то премьер был настроен решительно и намеревался реализовать свою программу, заручившись одобрением влиятельного ливийского лидера (который, однако, имел на Верхнюю Вольту свои планы) и широких масс бедняков. Совет народного спасения организовал в столице страны Уагадугу митинг в поддержку политики президента.
Разногласия между Уэдраого и Санкарой усиливались на фоне борьбы в Совете, где между правыми и левыми офицерами также нарастали противоречия. 15 мая президент встретился с Ги Пенне, советником президента Франции Франсуа Миттерана по африканским делам. Он передал, что Францию не устраивает дальнейшее нахождение Санкары на посту премьера. На следующий день Уэдраого фактически совершил государственный переворот, распустив Совет народного спасения и отдав приказ на арест Санкары, а также «проливийских и антифранцузских элементов». По словам Санкары, до ареста он успел поговорить с президентом и попытался ещё раз достичь консенсуса, но они не достигли понимания.
Объясняя причины арестов, Уэдраого заявил: «Это проблема идеологии... Мы шаг за шагом следовали программе Патриотической лиги развития, и эта программа должна была привести нас к коммунистическому обществу». Однако есть версия, что (помимо давления со стороны Франции), президента под угрозой низвержения подтолкнул к силовым действиям полковник Йориан, опасавшийся прихода к власти коммунистов или людей, связанных с Каддафи. Пенне выразил удовлетворение произошедшему и пообещал Верхней Вольте значительную финансовую помощь.
В первую очередь, были арестованы члены руководства возглавляемой Санкарой «Группы офицеров-коммунистов» (фр. Regroupement des officiers communistes) Жан-Батист Букари Лингани и Анри Зонго, что должно было (по плану Уэдраого) нейтрализовать возможное противодействие со стороны армии. Однако капитану Блезу Компаоре, ещё одному соратнику опального премьера, удалось бежать в город По и организовать там сопротивление, массовые демонстрации в поддержку Санкары и против переворота прошли также в столице страны. Не ожидавший такого развития событий, президент начал искать способы мирного выхода из ситуации, чтобы одновременно сохранить поддержку со стороны французов и не допустить возвращения слишком популярного Санкары во власть.
27 мая Уэдраого выступил с речью, пообещав скорое возвращение к гражданскому правлению и освобождение политических заключённых. Он также объявил о разработке новой Конституции страны в течение шести месяцев, за которыми последуют выборы, на которых он не будет выдвигать свою кандидатуру. Президент также заявил, что повышенная политизация армии опасна и усугубляет угрозу гражданской войны, поэтому он предупреждает, что любые солдаты, уличённые в участии в политике, получат выговор. Заявив, что старшее поколение политиков дискредитировано и должно уйти в отставку, он объявил, что руководство страной должны взять на себя «патриоты» и «новые люди с чувством ответственности и национальными реалиями». В заключение Уэдраого выразил надежду, что молодежь Верхней Вольты сможет избежать ловушек партийной политики. Из заключения было освобождено множество политических заключённых времён Зербо, однако политическая реабилитация первого президента страны Мориса Ямеого вызвала резкое недовольство и лишь усилила кризис в стране. Уэдраого распорядился освободить Санкару, потом — вновь его арестовать. 4 июня из правительства были окончательно исключены все оппозиционные политики.

## Переворот
Габриэль Соме Йориан, видя нерешительность Уэдраого, начал подготовку военного переворота, намереваясь убить и президента, и Санкару. Информация об этом дошла до Компаоре и тот решил действовать на опережение, подняв по тревоге в По 250 десантников для атаки столицы. Вместе с группой вооружённых сторонников Санкары из числа гражданских они захватили несколько грузовиков канадской строительной компании, чтобы быстрее добраться до Уагадугу.
Начальник штаба Вооружённых сил предложил президенту отпустить Санкару и договориться с ним о совместном урегулировании политического кризиса. 4 августа в 19:00 Уэдраого посетил арестованного премьера и предложил тому уйти в отставку для формирования правительства национального единства. Тот согласился, но попросил дать ему несколько часов и возможность связаться с Компаоре. В 20:30 Санкару выпустили из-под ареста, но он не смог сообщить своим сторонникам о достижении компромисса с президентом. Примерно в это же время десантники добрались до столицы и начали захват стратегических точек города, в районе радиостанции начался бой с проправительственными военными. Также произошли столкновения в лагере Гийома (где располагались бронетанковые части) и у штаба жандармерии. Жители города активно помогали путчистам, помогая с ориентировкой на улицах и перерезая линии связи силовиков. В ходе боёв, погиб пытавшийся организовать сопротивление перевороту полковник Йориан.
Охранявшие резиденцию Уэдраого военные отказались сложить оружие и открыли шквальный огонь по атакующим, сдавшись только после окончания боеприпасов. В 22:00 туда прибыл Компаоре, через некоторое время к нему присоединился Санкара, который сообщил президенту о начале революции и потребовал от него и его семьи покинуть страну. Тот ответил, что согласен прекратить сопротивление, но останется в стране. Санкара не был против и отвёл силы от президентского дворца, дав возможность Уэдраого переночевать там.
В результате переворота были убиты 13 человек, ещё 15 получили ранения, в том числе шесть французских мирных жителей.
Санкара сформировал Национальный совет революции, куда вошли, в основном, младшие офицеры левых взглядов, члены Патриотической лиги развития и коммунистических групп. Он также выступил по радио, заявив о «передаче [...] власти из рук вольтийской буржуазии, союзной империализму, в руки союза народных классов, составляющих народ», намерении НСР «ликвидировать господство империализма» и призвал формировать на местах Комитеты защиты революции, чтобы помочь новому руководству страны в этих начинаниях. Речь Санкары была транслирована несколько раз на французском языке, а также языках мооре и гурунси. В стране был на непродолжительное время введён комендантский час, закрыты аэропорт Уагадугу и границы.

## Последствия

### В отношении Уэдраого
Санкара пообещал проявить гуманизм к свергнутому президенту. Вечером 5 августа Уэдраого был отправлен в военный лагерь в По, через 20 дней его демобилизовали из армии. 4 августа 1985 года экс-президент был помилован и вернулся к работе врачом, устроившись на работу в клинику Ялгадо-Уэдраого, тем не менее восстановиться в звании ему не разрешили. Уэдраого не проявлял интереса к политике всё время правления Санкары и никак им не преследовался.

### Реакция соседних государств
Уже 6 августа ливийский лидер Муаммар Каддафи отправил Санкаре официальное поздравление и послал в Верхнюю Вольту самолёт с гуманитарной помощью, а на следующий день информационное агентство LANA сообщило о признании нового вольтийского руководства со стороны Ливии.
Так как переворот в Верхней Вольте выпал на очередное ожесточение конфликта Ливии с Чадом, правительства Нигера и Кот-д'Ивуара выразили обеспокоенность интересом Джамахирии к западноафриканскому региону, опасаясь его втягивания в этот конфликт. В интервью французской радиостанции Санкара заявил: «Я сожалею, что нас считают пешками Каддафи. Полковник Каддафи — глава государства, который смог решить проблемы своей страны. Но Ливия — это не Верхняя Вольта, а капитан Санкара — не полковник Каддафи. Безусловно, в Ливии есть чему поучиться, но мы не можем копировать их опыт, и поэтому мы не можем говорить о пешках». Чтобы успокоить руководителей соседних стран, Санкара отправил письмо президенту Кот-д'Ивуара Феликсу Уфуэ-Буаньи, в котором выразил желание «укрепить традиционную дружбу и сотрудничество между нашими странами», а также убедил Каддафи приостановить дальнейшие полёты ливийских самолётов в страну. Помимо Ливии, Санкара начал укреплять отношения с Ганой (где в 1979 году и с 1982 года в результате двух военных переворотов смог прийти к власти его давний друг, лейтенант Джерри Ролингс), Советским Союзом и Албанией, одновременно сокращая связи с США и Францией.